# 札幌市立南の沢小学校
札幌市立南の沢小学校（さっぽろしりつ みなみのさわしょうがっこう）は、北海道札幌市南区南沢3条2丁目18-1にある公立小学校。
1977年（昭和52年）の開校時は児童数463名の13学級編成で、自然豊かな盆地の中に建てられた学校であったが、その後に周辺の宅地化が進み、1988年（昭和63年）には1002名・26学級まで大規模化していた。

## 沿革
- 1976年（昭和51年）11月1日 - 創立[1]。
- 1977年（昭和52年）- 札幌市立藻岩小学校より463人の児童を迎えて開校した[1]。
- 1979年（昭和54年）9月 - 遊びのコーナーオープン。
- 1982年（昭和57年）5月 - 飼育小屋完成。
- 1984年（昭和59年）7月 - プール完成。
- 1990年（平成2年）8月 - グラウンド観覧席・中庭擁壁工事完了。
- 1999年（平成11年）3月 - コンピューター室完成。
- 2001年（平成13年）4月 - ランチルーム設置。
- 2005年（平成17年）9月 - ビオトープ設置工事完了。
- 2010年（平成22年）4月 - 特別支援学級開級。
- 2012年（平成24年）5月 - 札幌らしい特色ある学校教育研究実践校指定。